# 喬許·楊恩
約書亞·雷恩·楊恩（英語：Joshua Ryne Jung，1998年2月12日—），為美國職棒大聯盟的三壘手，目前效力於德州遊騎兵。他在2019年大聯盟選秀被遊騎兵選走。

## 職業生涯

### 德州遊騎兵

#### 2022年
2022年9月9日，遊騎兵將楊恩拉上大聯盟。他在生涯首打席就敲出大聯盟首轟，為朱利克森·普羅法後遊騎兵隊史第二人。整季他的打擊率為2成04，並敲出5轟與14分打點。

#### 2023年
4月，他以6轟27支安打及44個壘打數拿下美聯單月最佳新秀。該月他打回21分打點也是新秀排名第一。5月，他再度拿下美聯單月最佳新秀。最後他順利獲選為美聯明星賽先發三壘手，為遊騎兵隊史首位入選明星賽先發的菜鳥球員。

## 個人生活
楊恩是一名基督徒。他的弟弟傑斯(Jace Jung)和他一樣曾是德克薩斯理工大學棒球隊的隊員，而傑斯在2022年第一輪第12順位被底特律老虎選中。

## 外部連結
- 球員資訊和成績在MLB ，ESPN，Baseball Reference，Baseball Reference (Minors) ，Fangraphs，The Baseball Cube （英文）
- 喬許·楊恩的X（前Twitter）